# Lista dos estabelecimentos de ensino do bairro de Santana

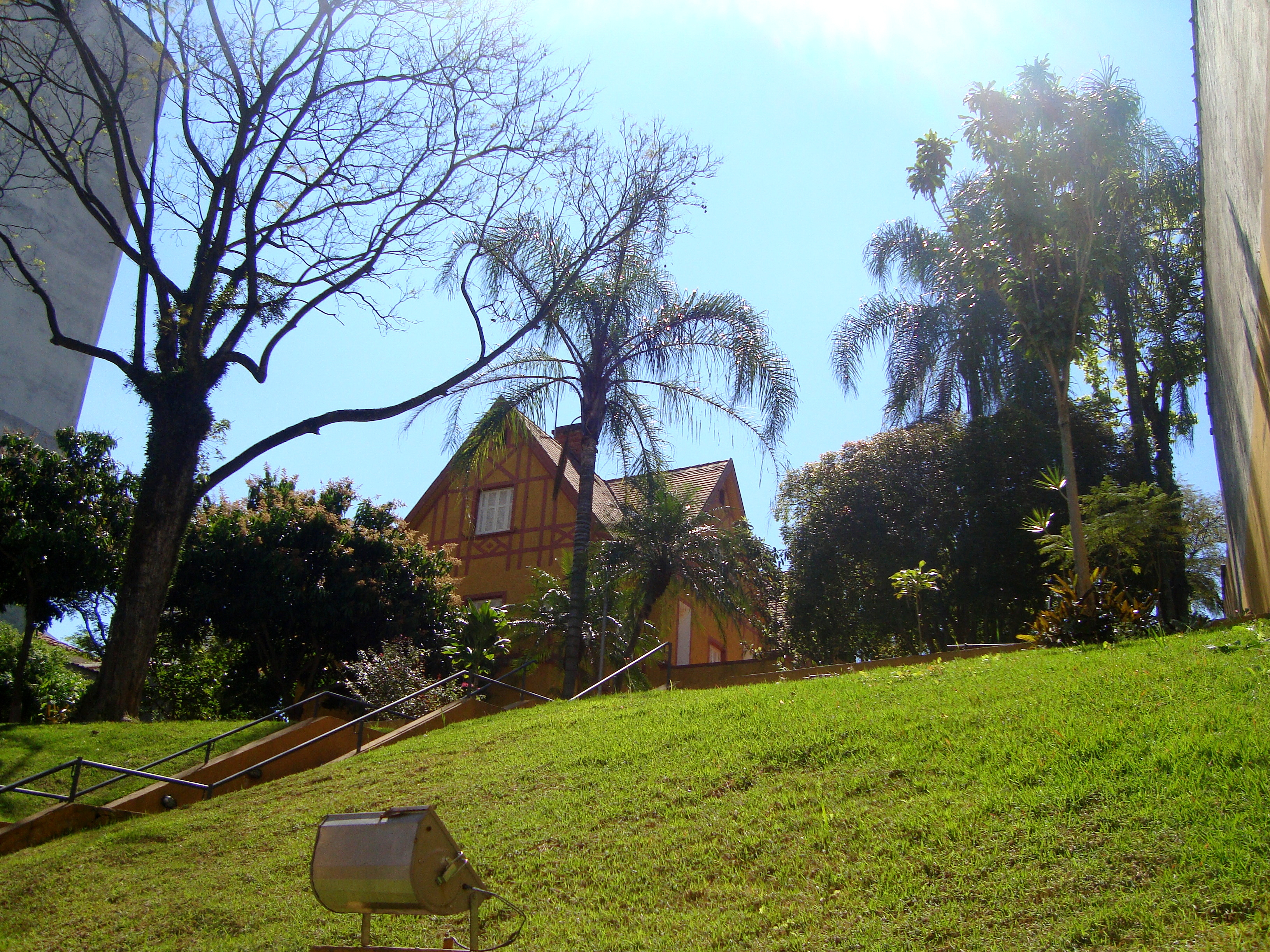
Biblioteca Narbal Fontes no Alto de Santana

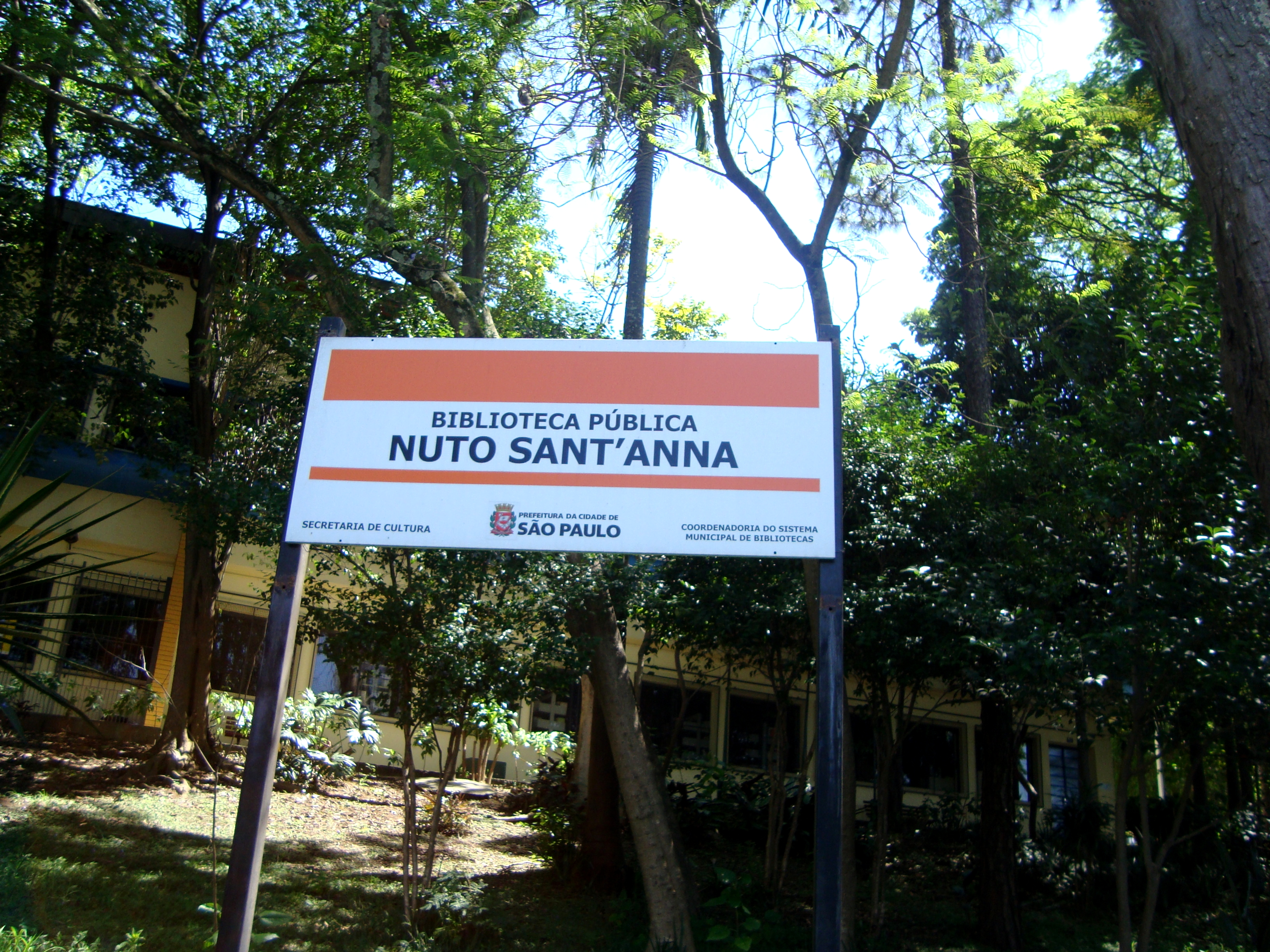
Biblioteca Nuto Sant’Anna

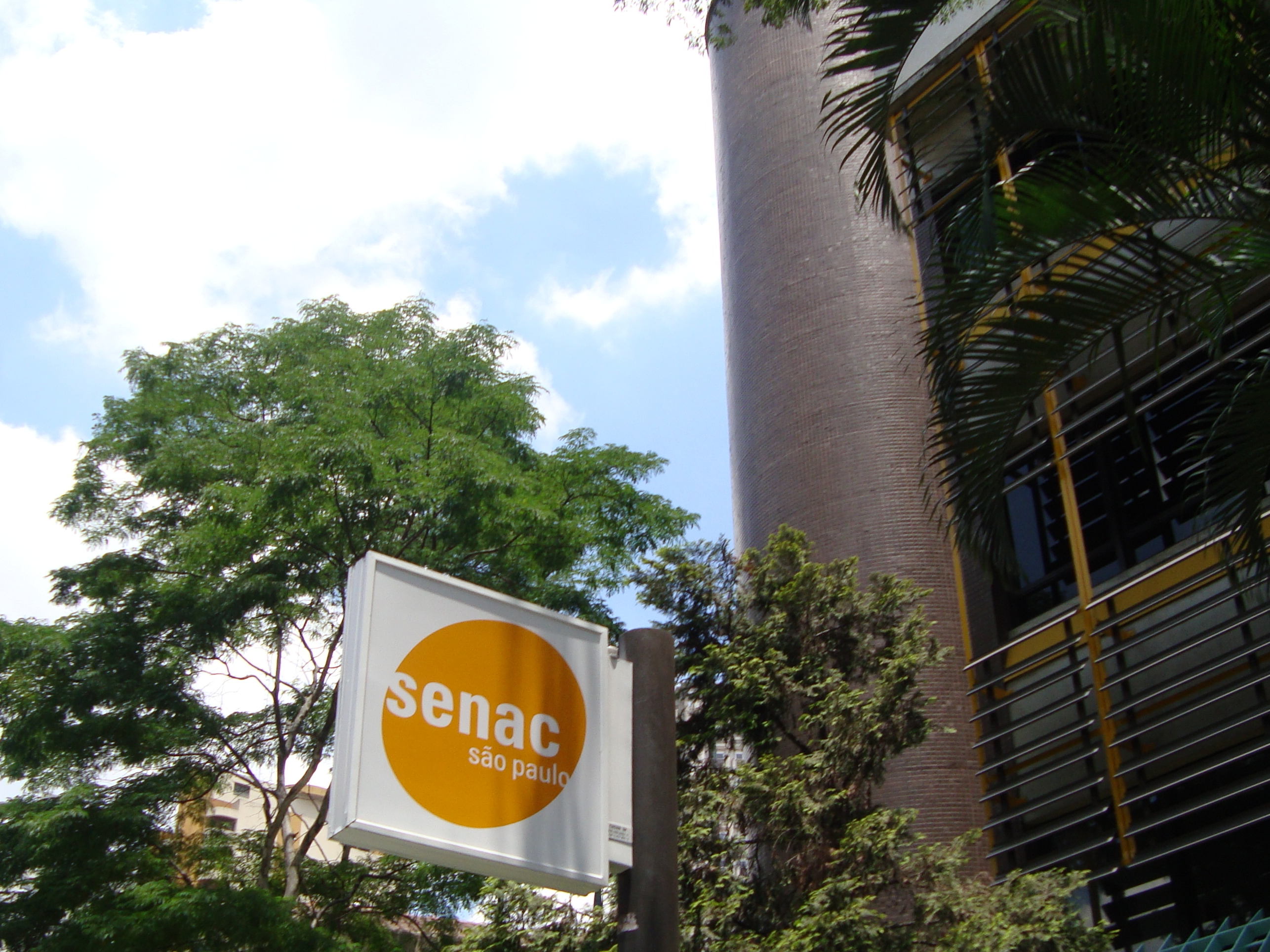
Unidade do SENAC no Alto de Santana

Santana possui um sistema educacional público e privado que atende satisfatoriamente à demanda por educação básica.

## Bibliotecas
- Narbal Fontes
- Nuto Sant’Anna (possui também um Telecentro)[1]
- São Paulo

## Escolas Particulares
- Centro Educacional ESAG[2]
- Colégio Aliado[3]
- Colégio Delta[4]
- Colégio Elite‎[5]
- Colégio Floresta Azul‎[6]
- Colégio Imperatriz Leopoldina [7]
- Colégio Luiza de Marillac‎[8]
- Colégio Pedacinho do Céu‎[9]
- Colegio SAA[10]
- Colégio Salete[11]
- Colégio Santana[12]
- Escola Americana Backyard[13]
- Escola de Educação Infantil Casa Nova[14]
- Escola de Educação Infantil Lobatinho[15]
- Escola Floresta Encantada[16]
- Escola de Educação Infantil Lyra
- Escola de Educação Infantil ‎Palavra Viva[17]
- Escola de Educação Infantil Pirilampo Carinhoso[18]
- Instituto de Educação Infantil Helena de Castro
- SENAC - Santana‎ (Serviço Nacional de Aprendizagem Comercial)

## Escolas Públicas
- Centro de Educação Infantil Prof Anita Castaldi Zampirollo‎
- Colégio Estadual Doutor Octávio Mendes[19]
- Colégio Estadual Padre Antônio Vieira
- EE Barão Homem de Mello
- EE Buenos Aires
- EEPG Frontino Guimarães
- EEPSG Buenos Aires
- EMPSG Prof. Derville Allegretti
- EMEI Dr José Augusto César‎
- EMEI José Bonifácio de Andrada e Silva
- Etec Parque da Juventude

## Universidades
Universidade Sant'Anna
 Pontifícia Universidade Católica de São Paulo

Universidade Bandeirante de São Paulo